# セルゲイ・クリベツ
セルゲイ・ヴヤチェスラヴォヴィッチ・クリベツ（ベラルーシ語: Сяргей Вячаслававіч Крывец, Sergey Vyacheslavovich Krivets, 1986年6月8日 - ）は、ベラルーシ・フロドナ出身の元サッカー選手。元同国代表。現役時代のポジションはMF。
Сяргей Вячаслававіч Крывец のベラルーシ語の読みはシャルヘイ＝ヴャチャスラヴァヴィチ＝クルィヴェツであり、セルゲイはロシア語読みである。

## 経歴
2006年からベラルーシ・プレミアリーグで3連覇した。2008年9月30日、UEFAチャンピオンズリーグのユヴェントスFC戦で、チャンピオンズリーグでクラブ初となる得点を決めた。2008年シーズンは全30試合でわずか1敗で優勝を決めた。2009年シーズンは開幕戦から6試合で8得点を決めて独走するチームを牽引し、シーズン中盤に早くも得点を二桁に乗せた。

## 個人成績
代表での得点
| # | 日時           | 場所         | 対戦相手           | スコア | 結果 | 大会               |
| - | -------------- | ------------ | ------------------ | ------ | ---- | ------------------ |
| 1 | 2010年10月12日 | ミンスク     | アルバニア         | 2–0    | 2–0  | UEFA EURO 2012予選 |
| 2 | 2014年3月5日   | ソフィア     | ブルガリア         | 2–1    | 2–1  | 親善試合           |
| 3 | 2014年5月21日  | ファドゥーツ | リヒテンシュタイン | 0–3    | 1–5  | 親善試合           |
| 4 | 2014年9月4日   | ミンスク     | タジキスタン       | 3–1    | 6–1  | 親善試合           |
| 5 | 2014年11月18日 | ミンスク     | メキシコ           | 1–1    | 3-2  | 親善試合           |

## タイトル

### クラブ
BATE
- ベラルーシ・プレミアリーグ (6): 2006, 2007, 2008, 2009, 2013, 2014
- ベラルーシ・カップ (1): 2005-06
- ベラルーシ・スーパーカップ (1): 2014

レフ・ポズナン
- エクストラクラサ (1): 2009-10

江蘇舜天足球倶楽部
- 中国サッカー・スーパーカップ: 2013

ディナモ・ブレスト
- ベラルーシ・プレミアリーグ (1): 2019
- ベラルーシ・スーパーカップ (1): 2020

### 個人
- ベラルーシ・プレミアリーグ最優秀選手: 2009
- ベラルーシ・プレミアリーグベスト22 (4):  2007, 2008, 2009, 2013
- 中国サッカー・スーパーカップMVP: 2013